# 龜田誠治
龜田誠治（日语：／ Kameda Seiji ，1964年6月3日—）。美國紐約市出生，早稲田大学卒業。目前是東京事變的貝斯手，還會固定參與NHKBS2「Wednesday J.POP」節目的演出。

## 生平
- 1967年（3歲）
  - 和姐姐一起學習鋼琴
- 1970年（6歲）
  - 舉家遷移至大阪市
- 1975年（11歲）
  - 和哥哥一起學習古典吉他
- 1976年（12歲）
  - 舉家遷移至東京都
- 1980年（16歲）
  - 進入武藏中學，並購買了生平第一把電貝斯(Yamaha BB2000)
- 1983年（19歲）
  - 考上東京都的早稻田大學第一文学部
- 1989年（26歲）
  - 開始以編曲人、製作人的身分展開活動
  - 以貝斯手的身分參與演唱會、巡迴公演的活動
- 2003年（39歲）
  - 加入『東京事變』，並擔任其貝斯手

## 獲獎
- 第49屆 日本唱片大賞以平井堅的《哀歌》，榮獲編曲獎的榮耀
- 2023 HITO流行音樂獎以HUSH的《都會戀愛三角習題》，榮獲Hito編曲人獎的榮耀

## 合作過的藝人
詳情請參照日文版本：亀田誠治（页面存档备份，存于）

| - 大原櫻子 - 平井堅 - 椎名林檎 - 木村KAELA - 絢香 - 國府田麻理子 - 平原綾香 - 丹下櫻 - 菅止戈男 - 下川美娜 - 新垣結衣 - 绫濑遥 - 杏 - 安潔拉亞季 - ISSA - 倖田來未 - JUJU - Chara - 堂本剛 - 友坂理惠 - 濱崎步 - 徐若瑄 - 許茹芸 - 平原綾香 - tetsu - 深田恭子 - 森口博子 - 山本彩 - 家家 - 藤田惠美 - HUSH | - 東京事變 - 大無限樂團 - 小事樂團 - FLOW - 彩虹樂團 - ELEPHANT KASHIMASHI - 木炭過濾器 - CoCo - Plastic Tree - SPITZ - 色情塗鴉 - FUZZY CONTROL - 放克猴寶貝 - 生物股長 - Λucifer - flumpool - 大象體操 |

## 外部連結
- 東京事変（页面存档备份，存于） - EMI Music Japan中的官網
- 東京事変 | Virgin Music Co. /EMI Music Japan - Virgin Music中的官網
- Seiji Kameda - 龜田誠治官網（舊）
- 龜田誠治官網 （页面存档备份，存于）
- 龜田誠治的X（前Twitter）
- 龜田誠治在互联网电影资料库（IMDb）上的資料（英文）